# فرد تايلور (لاعب كرة قدم أمريكية)
فرد تايلور (بالإنجليزية: Fred Taylor)‏ هو لاعب كرة قدم أمريكية أمريكي، ولد في 30 أبريل 1920 في غونتر في الولايات المتحدة، وتوفي في 21 يوليو 2013 في غرانبوري في الولايات المتحدة.